# 예지동
예지동(禮智洞)은 서울특별시 종로구에 있는 법정동으로, 행정동인 종로1·2·3·4가동 아래에 있다.

## 지명 유래
예지동이라는 이름은 일제가 원래의 지명과는 전혀 관계 없이 만들어 냈다. 일제가 여러 동들을 합치면서 조선 국민들의 반감을 사지 않고자, 유교의 5대 덕목 중 두 가지인 '예'(禮)과 '지'(智)를 합해 만든 이름이다.

## 연혁
- 1914년 : 중학동(中學洞), 산간동(山間洞, 혹은 전간동田間洞), 상천변동(上川邊洞), 옥방동(玉房洞), 칠방동(漆房洞), 석수방동(石手房洞), 효교동 일부(孝橋洞), 하피마동 일부(下避馬洞), 이현동 일부(梨峴洞)를 예지동(禮智洞)으로 통합
- 1936년 4월 : 예지정(禮智町)으로 변경
- 1943년 6월 : 신설된 종로구에 배속
- 1946년 10월 1일 : 예지동으로 변경